# 프로페서 (영화)
프로페서(Il Camorrista)는 이탈리아에서 제작된 쥬세페 토르나토레 감독의 1985년 영화이다. 루치아노 바르톨리 등이 주연으로 출연하였다.

## 출연

### 주연
- 루치아노 바르톨리
- 마리아 카르타
- 니콜라 디 핀토
- 벤 가자라
- 레오 굴로타
- 프랑코 인테르렝기
- 로라 델 솔
- 아니타 자가리아